# Suani
Suani (en árabe: السواني‎, en francés: Souani) es una localidad marroquí perteneciente al municipio de Aít Yusef U Ali, en la región de Tánger-Tetuán-Alhucemas. Desde 1912 hasta 1956 perteneció a la zona norte del Protectorado español de Marruecos.